# Plectris vestita
Plectris vestita är en skalbaggsart som beskrevs av Hermann Burmeister 1855. Plectris vestita ingår i släktet Plectris och familjen Melolonthidae. Inga underarter finns listade i Catalogue of Life.